# Amyloïde plaques
De opeenhoping van amyloïde plaques (amyloïdose) tussen de zenuwcellen in de hersenen is een van de kenmerken van de ziekte van Alzheimer. Amyloïd is een algemene term voor eiwitfragmenten die het lichaam normaal aanmaakt. Bèta-amyloïd is een eiwitfragment van het veel grotere APP-eiwit (Amyloid Precursor Protein, ofwel amyloïdvoorlopereiwit). Dit APP speelt een belangrijke rol bij de groei van zenuwcellen. Daarnaast is het ook betrokken bij het repareren van schade aan deze cellen. Het APP in de neuronen wordt regelmatig vervangen. Daarbij wordt het oude APP door enzymen, die proteases ('moleculaire schaar met specifieke knipfunctie') worden genoemd, in kleinere stukjes geknipt. 
Meestal ontstaan hierbij fragmenten die geen schade kunnen aanrichten. Onder bepaalde omstandigheden kan het 'gamma-secretase' enzym echter het APP-eiwit foutief afsplitsen waardoor bèta-amyloïd eiwitfragmenten op een verkeerde manier vrijkomen. Losse bèta-amyloïdeiwitten plakken dan na hun vorming samen tot te lange amyloïde-peptides. Deze onoplosbare draden klitten aan elkaar en aan stervende zenuwcellen vast. Hierbij vormen ze steeds groter wordende structuren: de plaques, eiwitophopingen in de hersenen. Het is nog niet duidelijk of plaques een oorzaak zijn van de ziekte van Alzheimer of een gevolg. Veel wetenschappers nemen aan dat bèta-amyloïd schadelijk is voor zenuwcellen. Mogelijk veroorzaken de plaques een ontstekingsreactie in de hersenen waarbij ons afweermechanisme schade aanricht aan onze neuronen.